# Jean-Charles de Gestas
Jean-Charles Amand Constant Casamajor de Gestas est un homme politique français né le 1er décembre 1776 à Rivehaute (Pyrénées-Atlantiques) et décédé le 25 octobre 1849 à Pau.

## Biographie
Il est député des Basses-Pyrénées de 1815 à 1816 et de 1818 à 1831, siégeant à droite, avec les légitimistes. Il est aussi inspecteur, puis conservateur des eaux et forêts.